# صوفي دوقة هوهنبيرغ
صوفيا ماريا جوزفين البينا (بالألمانية: Sophia Maria Josephine Albina) (شتوتغارت، 1 مارس 1868 - سراييفو، 28 يونيو 1914) أرستقراطية تشيكية، الزوجة المرغنطية للأرشيدوق فرانس فرديناند ولي عهد النمسا. أشعل اغتيالهما الحرب العالمية الأولى.
صوفيا ماريا جوزفين البينا من عائلة تشوتيك وتشوتكو التشيكية، وقت كانت الاميرة 1900 من 1909 أميرة من عائلة هوهنبيرغ، كانت امرأة بوهيمية من عائلة نبيلة وزوجة وريث العرش النمساوي فرانز فيرديناند. والذي وقع ضحية لمحاولة اغتيال في سراييفو التي أشعلت الحرب العالمية الأولى. وهو ينحدر من سلاسة عائلة هيرزوقئ وامراء هوهنبيرغ. (ولدت صوفيا في 1 مارس سنة 1868 في ألمانيا / شتوتقاغت.

## وفاتها
توفيت ماريا جوزفيين البينا 28 يونيو سنة 1914.في عاصمه البوسنة والهرسك / سراييفو)

## اصولها
ولدت صوفيا في عام 1868 وهي ابنة الدبلوماسي النمساوي بوغوسلاف جراف من عائلة تشوتيك وتشوتكو وفوقنن، وهي عائلة نبيلة بوهيمية عريقة Chotek von Chotkow و Wognin ،
اقام والدها في مدرينة دغيسدن في الجنوب الشرقي لدولة ألمانيا حيث كانت دغيسدن آخر موقع سكن به رسميا، وقد ضمن حياة لائقة لابنتية صوفيا وماري هنرييت اللتان كانتا غير متزوجات انذاك بفضل معاشة التقاعدي. أصبحت ماري هنرييت سيدة القلم في مدينة Hradčany في مدينة براغ وقد تبنت ثلاث أيتام بعد مقتل ولي العهد في عام 1914. عندما تعرفت صوفيا على زوجها الأرشيدوق فرانز فرديناند، كانت أربع من بنات الدبلوماسي السبع متزوجات بالفعل، احداهن كانت سيدة الحكمة Hofdame وتدعى شتيفاني وأرملة ولي العهد رودولف. والأبن الوحيد وولفقانق (1860-1926) الذي عمل في الخدمة المدنية. وتزوجت أوكتافيا (1873-1946) من ملك ساكسونيا يواخيم ماريا جوزيف فرانس وهو من عائلة شونبورغ-جلاوتشاو. Joachim von Schönburg-Glauchau.
تلقت صوفيا تعليما جيداً كأخواتها السبعة حيث تم تدريبها على يد مدرسين متخصصين. لقد كانت صوفيا (الاخت الخامسه) تحب إدارة شؤون المنزل فبعد وفاة والدتها أدارت المنزل لوالدها واعتنت باخوتها الصغار وتعلمت في سن مبكرة أن تكون اقتصادية وتستثمر الموارد المتاحة.
تنتمي عائلة Chotek von Chotkow و Wognin إلى طبقة النبلاء البوهيمية العريقة، والتي يعود تاريخها إلى القرن الثاني عشر. كانت ماري هنرييت ابنة عمها الثاني
وفي عام 1896 (تشيربعض المصادر في عام 1894 أو 1897) قابلت الأرشيدوق النمساوي فرانز فرديناند في حفلة في براغ، ووقع الاثنان في الحب. ظلت العلاقة سرية مابينهما حتى عام 1899. وبوساطة الملكة اليزابيث تخفى فرانز فرديناند وصوفيا لبضعه أيام في مدينة سبا نوينار حوالي عام 1898.